# Реорганизация Донской армии в августе 1919 года
Донская армия была неоднократно подвергнута реорганизации (переформированию). Самые масштабные из них относятся к 1919 году. Первый раз это произошло 23 февраля 1919 г. Существовавшие с конца 1918 г. Северо-Восточный, Восточный, Северный и Западный фронты Донармии были преобразованы в 1-ю, 2-ю и 3-ю армии, а группы, районы и отряды — в корпуса (неотдельные) и дивизии по 3–4 полка. Затем (12 мая 1919) следует вторая реорганизация армии были преобразованы в отдельные корпуса, корпуса сведены в дивизии, дивизии — в бригады по 3 полка. После реорганизации армия состояла из 1-го, 2-го и 3-го Донских отдельных корпусов, к которым 28 июня добавился 4-й. Наконец, в августе 1919, последовала третья реорганизация: четырехполковые дивизии превращались в трехполковые бригады, которые сводились в девятиполковые дивизии (по 3 бригады в каждой).

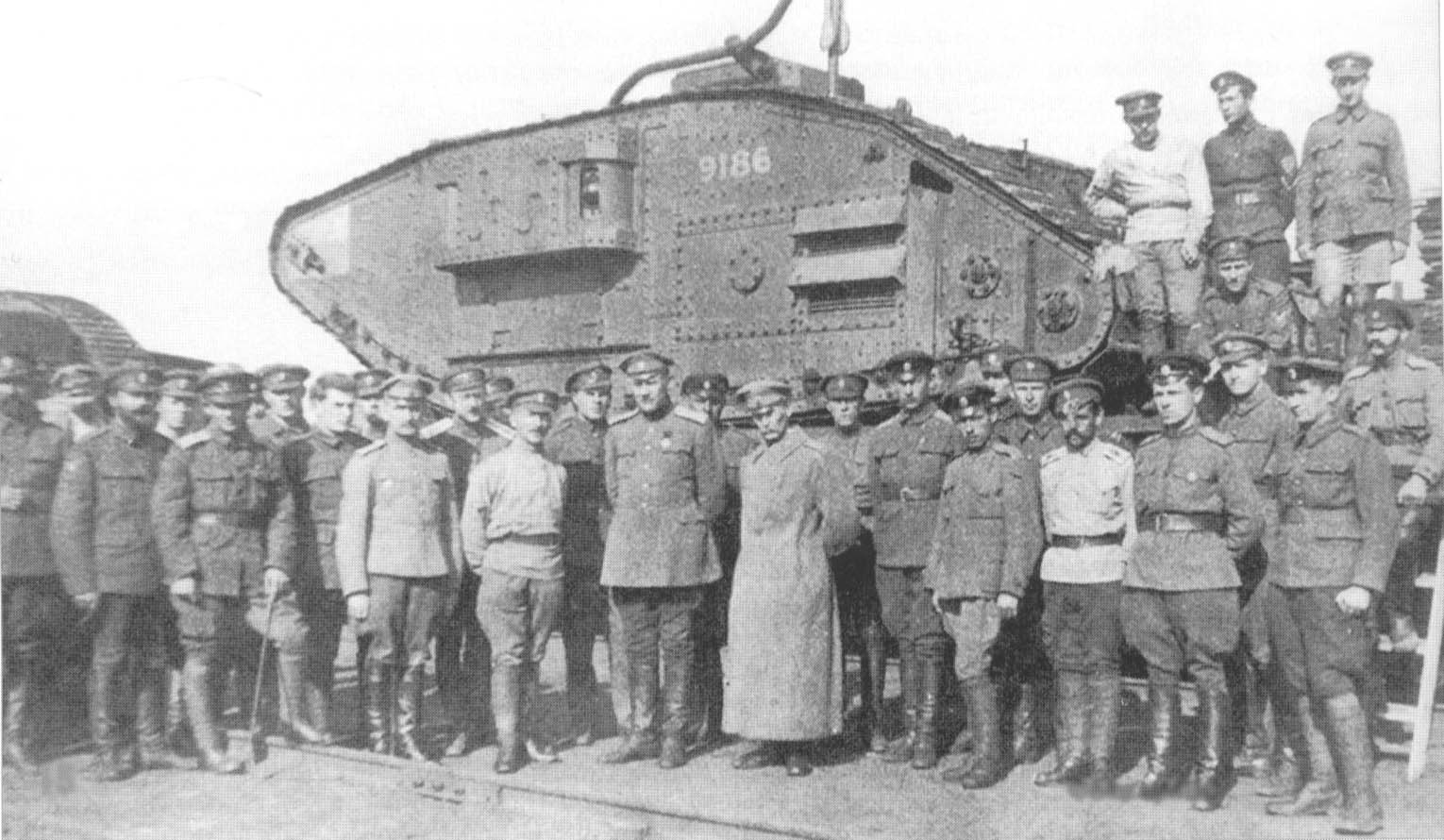
Командующий Донской армией генерал-майор В. И. Сидорин и начальник штаба армии генерал-лейтенант А. К. Кельчевский с чинами штаба армии и танкистами у подготовленных к отправке танков Mk V. 1919 год

В общей сложности к 5 июля 1919 насчитывала 52315 чел. (в т.ч. 2106 офицеров, 40927 строевых, 3339 вспомогательных и 5943 нестроевых нижних чинов). На 5 октября 1919 имела 25834 шт., 24689 саб., 1343 сапёра, 1077 пул., 212 ор. (183 легких, 8 тяжелых, 7 траншейных и 14 гаубиц), 6 самолётов, 7 бронепоездов. 4 танка и 4 бронеавтомобиля.
В момент решающих боёв на Южном фронте гражданской войны в России в сентябре-декабре 1919 года боевое расписание Армии было следующим:

## 1-й Донской отдельный корпус
Командир — ген.-майор Н.Н. Алексеев. Нач.штаба — полк. П.Н. Санников.
Состав: 6-я Донская дивизия, 10-я и 14-я Донские конные бригады и сотня особого назначения (187 саб., 1 пул.).На 5 октября 1919 насчитывал 5190 штыков, 6699 саб., 214 саперов, 157 пул., 32 орудий
- 6-я Донская дивизия (6-я Донская пластунская дивизия).

Начальник — ген.-майор И.П. Донсков. На 5 октября 1919 насчитывала 5190 шт., 2732 саб., 214 саперов, 114 пул., 24 ор.
- - 3-я Донская пластунская бригада.

Начальник — ген.-майор А.М. Сутулов (октябрь 1919). Нач. штаба — кап. Н.Т. Раздоров.
На 5 октября 1919 насчитывала всего 2949 шт., 906 саб., 52 пул., 10 ор.
Включала 5-й (1277 шт., 255 саб., 12 пул.), 6-й (949 шт., 244 саб., 18 пул.) и 15-й (723 шт., 203 саб., 19 пул.) Донские пластунские полки, конвойную сотню (204 саб., 3 пул.), 13-ю и 15-ю Донские легкие (по 4 ор.) и 2-ю Донскую мортирную (2 ор.) батареи, а также инженерную сотню 10-й Донской дивизии (128 чел.).
- - 4-я Донская пластунская бригада.

Начальники: полк. П.А. Овчинников (январь — март 1919), полк. Медведков (октябрь 1919). Нач. штаба — подполк. Зимин (весна 1919)
На 5 октября 1919 насчитывала всего 2241 шт., 1826 саб., 62 пул., 14 ор.
Включала 51-й (558 шт., 140 саб., 6 пул.), 61-й (677 шт., 185 саб., 9 пул.) и 73-й (390 шт., 322 саб., 8 пул.) Донские пластунские полки, Старообрядческий батальон (472 шт., 80 саб., 13 пул.), 18-й Донской конный полк (852 саб., 12 пул.), Сотню особого назначения командующего Донской армией (144 шт., 62 саб., 6 пул.), конвойную сотню (90 саб., 1 пул.), конвойную сотню штаба 6-й Донской дивизии (195 саб., 1 пул.), 41-ю и 50-ю Донские легкие (по 4 ор.), 10-ю Донскую мортирную (4 ор.) и 2-ю Донскую тяжелую (2 ор.) батареи, а также инженерную сотню 6-й Донской дивизии (86 чел.).
Отдельные конные бригады корпусного подчинения
- 10-я Донская конная бригада. (летом передана в состав 10-й Донской конной дивизии 4-го Донского отдельного корпуса)

Начальники: полк. А.Н. Лащенов, полк. Егоров. Нач. штаба — подполк. В.А. Полковников.
На 5 октября 1919 насчитывала всего 1065 саб. и 14 пул.
Включала 16-й Калединский (333 саб., 6 пул.), 17-й Назаровский (545 саб., 5 пул.) и 64-й Баклановский (187 саб., 3 пул.) конные полки и 10-ю конную батарею (4 ор.).
- 14-я Донская отдельная конная бригада.

Начальники: полк. (ген.-майор) А.В. Голубинцев, войск. старш. Корнеев (врио; с 4 сентября 1919), полк. Гаврилов (врио; до 7 декабря 1919), ген.-майор Туроверов (врио; до 16 января 1920). Нач. штаба — войск. старш. Корнеев.
На 5 октября 1919 насчитывала всего 2705 саб. и 28 пул.
Включала 28-й, 29-й и 30-й Усть-Медведицкие конные полки, 42-ю Донскую конную батарею (4 ор.) и конно-саперную сотню (132 саб., 2 пул.). В ноябре — декабре 1919 была придана 2-му Донскому отдельному корпусу

## 2-й Донской отдельный корпус
Командиры: ген.-майор П.И. Коновалов, полк. И.Е. Поливанов (врид; ноябрь — декабрь 1919), ген.-майор А.М. Сутулов (1919–1920).
На 5 октября 1919 г. всего насчитывал 7778 шт., 9727 саб., 222 сапера, 294 пул., 61 ор.
Состав: Донская Сводно-партизанская, 7-я Донская и 1-я Сводная дивизии, Войсковая Донская инженерная сотня (100 чел.), 2-я и 6-я мортирные батареи, бронеавтомобили «Сокол» и «Печенег».
- Донская Сводно-партизанская дивизия.

Начальник — полк. Н.З. Неймирок. Нач. штаба — кап. П.К. Ясевич (с 28 ноября 1919 г.)
На 5 октября 1919 насчитывала 3363 шт., 3351 саб., 59 саперов, 146 пул., 27 ор.
Включала 1-ю Донскую партизанскую, 2-ю Донскую добровольческую, 3-ю Донскую отдельную добровольческую и 4-ю Донскую конную бригады
- - 1-я Донская партизанская бригада.

На 5 октября 1919 насчитывала всего 461 шт., 473 саб., 26 пул.
Включала 1-й Семилетовский (111 шт., 65 саб., 5 пул.), 2-й Чернецовский (71 шт., 122 саб., 6 пул.), 3-й Дудаковский (248 шт., 286 саб., 15 пул.) отряды, Самокатную сотню (31 шт.) и Донской партизанский артиллерийский дивизион (7 ор).
- - 2-я Донская отдельная добровольческая бригада.

На 5 октября 1919 насчитывала всего 2251 шт., 387 саб., 31 пул.
Включала 1-й (734 шт., 10 пул.) и 2-й (760 шт., 57 саб., 13 пул.) пешие полки, сводный конный дивизион (262 саб., 2 пул.), сводную батарею (4 ор.) и инженерную полуроту (59 чел.).
- - 3-я Донская отдельная добровольческая бригада.

На 5 октября 1919 насчитывала всего 651 шт., 198 саб., 60 пул. Включала Богучарский (309 шт., 65 саб., 39 пул.), Старобельский (179 шт., 43 саб., 9 пул.), и Воронежский (163 шт., 9 пул.) отдельные батальоны, сводный конный дивизион (90 саб., 3 пул.) и Богучарский артиллерийский дивизион (8 ор.).
- - 4-я Донская конная бригада.

Командир — полк. И.И. Авчинников (июль 1919). Нач. штаба — войск. старш. Н.А. Хохлачев
На 5 октября 1919 насчитывала всего 2293 саб., 29 пул.
Включала 19-й Еланский (620 саб., 11 пул.), 20-й Вешенский (858 саб., 11 пул.) и 24-й Калиновский (815 саб., 7 пул.) конные полки, и 4-й Донской конно-артиллерийский дивизион (8 ор.; 14-я и 18-я батареи).
- 7-я Донская дивизия.

Начальник — полк. О.И. Савватеев. Нач. штаба: полк. П.А. Ситников, полк. Пивоваров
На 5 октября 1919 насчитывала 2434 шт., 4847 саб., 120 пул., 25 ор.
Включала 1-ю и 5-ю Донские пластунские бригады, 5-ю и 6-ю Донские конные бригады, 4-ю (1 ор.) и 7-ю (2 ор.) мортирные батареи и инженерную сотню (63 чел.).
- - 1-я Донская пластунская бригада.

Начальник — полк. Н.А. Коренев (фев 1920). Нач. штаба — кап. П.С. Мясников
На 5 октября 1919 насчитывала всего 580 шт., 310 саб., 66 пул.
Включала 1-й (295 шт., 110 саб., 30 пул.) и 2-й (285 шт., 200 саб., 36 пул.) Донские пластунские полки и Донской пограничный артиллерийский дивизион (4 ор.).
- - 5-я Донская пластунская бригада

На 5 октября 1919 насчитывала всего 1374 шт., 514 саб., 25 пул.
Включала 21-й (610 шт., 136 саб., 9 пул.), 22-й (357 шт., 178 саб., 8 пул.) и 25-й (405 шт., 200 саб., 8 пул.) Хоперские пластунские полки и 5-й Донской легкий артиллерийский дивизион (7 ор.).
- - 5-я Донская конная бригада.

Командир — полк. Н.В. Сальников (июль 1919).
На 5 октября 1919 насчитывала всего 120 шт., 2081 саб., 13 пул.
Включала 21-й (486 саб., 4 пул.), 22-й (822 саб., 9 пул.) и 23-й (120 шт., 733 саб.) Хоперские конные полки, и 5-й Донской конно-артиллерийский дивизион (6 ор.).
- - 6-я Донская конная бригада.

Командир — полк. С.Д. Позднышев (июль 1919). Нач. штаба — полк. Н.В. Долгов
На 5 октября 1919 насчитывала всего 1942 саб., 16 пул.
Включала 25-й Ермаковский (654 саб., 4 пул.), 26-й (558 саб., 4 пул.) и 27-й (730 саб., 8 пул.) Бузулукские конные полки, и 6-й Донской конно-артиллерийский дивизион (5 ор.; 22-я и 24-я батареи.
- 1-я Сводная дивизия Донской армии.

Начальник — ген.-майор П.Ф. Савельев На 5 октября 1919 всего насчитывала 2341 шт., 1529 саб., 28 пул., 9 ор.
Включала: 1-й (405 саб., 7 пул.), 2-й (461 саб., 5 пул.) и 3-й (430 саб., 3 пул.) сводные конные полки, 3-й (900 шт., 6 пул.) и 4-й (1441 шт., 230 саб., 7 пул.) сводные пластунские полки, 22-ю (4 ор.) и 44-ю (1 ор.) Донские и английскую (4 ор.) легкие батареи. Входившие в дивизию 4-й сводный конный и конвойный полки в начале октября 1919 выделены из неё и составили 2-ю сводную конную бригаду, отправленную в тыловой район Добровольческой армии.

## 3-й Донской отдельный корпус
Командир — ген.-лейт. М.М. Иванов (до 22 ноября 1919). Нач. штаба — полк. А.В. Говоров
На 5 октября 1919 всего насчитывал 11671 шт., 2218 саб., 907 саперов, 387 пул., 85 ор.
Состав: 1-я, 2-я, 3-я Донские конные дивизии, 5-я (с осени 1919 — 8-я и 9-я Донские пластунские бригады) и 8-я Донские дивизия, 2-я Донская стрелковая бригада и Тульская пешая бригада, а также Особая конная сотня (211 саб., 4 пул.), артиллерийский взвод (2 ор.), 1-я и 2-я батареи морской тяжелой артиллерии, бронепоезда «Генерал Бакланов», «Митякинец», «Генерал Гусельщиков», «Гундоровец», «Раздорец», «Атаман Орлов» и «Атаман Богаевский», бронеавтомобили «Медведица» и «Лугано-Митякинец»
- 1-я Донская конная дивизия

Начальник — ген.-лейт. Ф.Ф. Абрамов (до ноября 1919). Нач. штаба: полк. Б.А. Иванов (ум. 16 августа 1919), полк. Е.И. Никитин
На 5 октября 1919 всего насчитывала 943 шт., 497 саб., 31 пул., 8 ор.
Включала лейб-гвардии Казачий (194 шт., 66 саб., 8 пул.), лейб-гвардии Атаманский (240 шт., 131 саб., 9 пул.), 4-й Донской казачий (298 шт., 180 саб., 8 пул.) и 3-й Калмыцкий конный (211 шт., 120 саб., 6 пул.) полки, Конно-саперную сотню (203 чел.) и 1-й Донской конно-артиллерийский дивизион: 1-я и 2-я Донские конные батареи (по 4 ор. каждая).
- 2-я Донская конная дивизия

Начальник — полк. А.И. Бабкин. Нач. штаба — подполк. В.А. Зимин
На 5 октября 1919 всего насчитывала 941 шт., 371 саб., 51 пул., 11 ор
Включала 5-й (307 шт., 103 саб., 11 пул.), 6-й (167 шт., 50 саб., 9 пул.), 7-й (203 шт., 138 саб., 18 пул.) и 8-й (264 шт., 80 саб., 13 пул.) Донские казачьи полки, Конно-саперную сотню (193 чел.), 3-ю Донскую пластунскую батарею (4 гаубицы) и 2-й Донской конно-артиллерийский дивизион: 3-я (3 ор.) и 4-я (4 ор.) Донские конные батареи.
- 3-я Донская конная дивизия.

Начальники: ген.-майор Д.С. Кривов (с сентября 1919), ген.-майор М.А. Безмолитвенный (1920). Нач. штаба: полк. С.К. Бородин, полк. Н.А. Петровский, подполк. Г.И. Арванити (октябрь 1919), полк. А.Г. Оранский (март — апрель 1920). Командиры бригад: 1-й — ген.-майор Е.И. Тапилин, 2-й — ген.-майор В.И. Тапилин.
На 5 октября 1919 всего насчитывала 1486 шт., 521 саб., 26 пул., 6 ор.
Включала 9-й (412 шт., 71 саб.), 10-й (417 шт., 60 саб., 9 пул.), 11-й (420 шт., 184 саб., 9 пул.) и 12-й (237 шт., 206 саб., 8 пул.) Донские казачьи полки, Конно-саперную сотню (170 чел.), 3-й Донской конно-артиллерийский дивизион: лейб-гвардии 6-я казачья (4 ор.) и 5-я Донская конная (3 ор.) батареи и запасный конный полк
- 8-я Донская дивизия

Начальник — ген.-лейт. И.Е. Гулыга. Нач. штаба: полк. Г.Н. Кузнецов (с 28 апреля 1919), полк. А.Г. Оранский.
На 5 октября 1919 насчитывала (без 7-й конной бригады) 2056 шт., 282 саб., 151 сапер, 60 пул., 12 ор.
Включала 6-ю и 7-ю Донские пластунские и 7-ю Донскую конную бригады.
- - 7-я Донская пластунская бригада

Начальник — ген.-майор Ф.Ф. Дукмасов
На 5 октября 1919 насчитывала всего 538 шт., 32 саб., 22 пул., 4 ор.
Включала 34-й Ермаковский пластунский (243 шт., 32 саб., 7 пул.), 36-й Усть-Белокалитвенский (181 шт., 8 пул.) и 10-й Донской пластунский (141 шт., 7 пул.) полки, инженерную сотню (151 чел.) и 7-й Донской легкий артиллерийский дивизион: 27-я Мешковская и 35-я Донская легкие батареи (по 2 ор. каждая)
- - 7-я Донская конная бригада

Начальник — ген.-майор Т.М. Стариков
Включала 33-й Верхне-Донской, 34-й Екатерининский и 36-й Усть-Белокалитвенский конные полки и 30-ю Донскую конную батарею
Отдельные бригады корпусного подчинения
Две пехотные бригады:
- 2-я Донская стрелковая бригада

Начальники: ген.-майор А.Н. фон Моллер (до 28 марта 1919), ген.-майор А.В. Есимантовский (с 28 марта 1919), ген.-майор П.К. Писарев (с 10 апреля 1919), полк. Г.К. Ерофеев (октябрь 1919). Нач. штаба — полк. Мясников (с 11 ноября 1919).
На 5 октября 1919 насчитывала всего 2183 шт., 130 саб., 119 пул., 21 ор. Включала л.-гв. Финляндский (828 шт., 45 пул.), 3-й Донской стрелковый (825 шт., 46 пул.) и Донской Учебный (530 шт., 130 саб., 18 пул.) полки, инженерную роту (132 чел.), 17-ю Донскую (4 ор.), английскую траншейную (7 ор.), 1-ю Донскую тяжелую (2 ор.) батареи и 2-й Донской стрелковый артиллерийский дивизион (8 ор.).
- Тульская пешая бригада.

Начальник — полк. Ф.В. Дьяконов. Нач. штаба — ген.-майор Д.А. Мельников.
Сформирована в Донской армии 7 августа 1919 на базе перешедшей в Туле на её сторону красной дивизии как 1-я Тульская Добровольческая пехотная дивизия.
На 5 октября 1919 насчитывала всего 1791 шт., 19 пул.
Включала 1-й (650 шт., 8 пул.), 2-й (448 шт., 8 пул.) и 3-й (623 шт., 3 пул.) Тульские пешие полки, инженерную роту (58 чел.) и артиллерийский дивизион (5 ор.). В сентябре 1919 переименована в Тульскую пешую бригаду.
Две отдельные пластунские бригады, ранее входившие в 5-ю Донскую дивизию
- 8-я Донская пластунская бригада

Начальники: ген.-майор Д.С. Кривов (17 марта — 24 апреля 1919), полк. Якушов (24 апреля — 29 мая 1919), ген.-майор Е.И. Тапилин (29 мая — 9 августа, октябрь 1919), ген.-майор И.В. Свирчевский (с 3 ноября 1919 утв. 26 ноября, февраль 1920). Нач. штаба: шт.-кап. Дроздовский (7 марта — 24 апреля 1919), полк. Кузнецов (с 24 апреля 1919), полк. Н.А. Коренев (с 24 мая 1919), полк. Н.А. Самойлов
На 5 октября 1919 насчитывала всего 1256 шт., 150 саб., 49 пул., 12 ор.
Включала 96-й пластунский (830 шт., 82 саб., 37 пул.) и 12-й Каменский (425 шт., 68 саб., 12 пул.) полки, 1-й Донской пластунский артиллерийский дивизион (8 ор.) и 19-ю Донскую батарею (4 ор.), а также 4-я батарея Воронежского корпуса и инженерная сотня.
- 9-я Донская пластунская бригада

Начальник — ген.-майор П.А. Овчинников
На 5 октября 1919 насчитывала всего 1015 шт., 56 саб., 20 пул.
Включала 13-й (600 шт., 9 пул.) и 14-й (415 шт., 10 пул.) Донские пластунские полки, конную сотню штаба 5-й дивизии (56 саб., 1 пул.) и 26-ю Донскую легкую батарею (4 ор.)

## 4-й Донской отдельный корпус
Сформирован в Донской армии 28 июня (фактически 11 июля) 1919. Состав: 9-я и 10-я Донские дивизии. В июле — сентябре 1919 совершил глубокий рейд по тылам Красной армии. 1 мая 1920 из его частей сформирована 2-я Донская конная дивизия (II).
Командир — ген.-лейт. К.К. Мамонтов (июль 1919 — январь 1920), ген.-лейт. А.А. Павлов (январь — февраль 1920). Нач. штаба: полк. (ген.-майор) К.Т. Калиновский (с 15 октября 1919). ген. Н.Л. Николаев (врио; март 1920), ген. Н.П. Калинин (март — апрель 1920)
На 5 октября 1919 всего насчитывал 3400 саб., 103 пул., 14 ор.
- 9-я Донская конная дивизия

Начальник — ген.-майор А.С. Секретев. Нач. штаба: полк. С.Я. Соболевский (до 11 ноября 1919), полк. И.И. Авчинников (с 6 декабря 1919)
На 5 октября 1919 всего насчитывала 1024 саб., 51 пул., 7 ор.
Включала 8-ю, 11-ю и 12-ю Донские конные бригады, а к осени 1919 — образованные из них 8-й (348 саб., 17 пул.), 11-й (291 саб., 18 пул.) и 12-й (385 саб., 26 пул.) Донские сводные конные полки.
- 10-я Донская конная дивизия

Начальники: ген.-майор Б.Д. Толкушкин (лето 1919), ген.-майор Г.В. Татаркин (октябрь 1919 — апрель 1920), и.д. ген.-майор Н.Л. Николаев (февраль 1920). Нач. штаба: полк. В.А. Вишневский (1919), войск. старш. П.Л. Фролов (февраль 1920).
На 5 октября 1919 насчитывала всего 2376 саб., 52 пул., 7 ор.
Включала 9-ю и 13-ю (летом также 10-ю) Донские конные бригады.
- - 9-я Донская конная бригада

Начальники: ген.-майор Г.В. Татаркин (май — октябрь 1919), полк. Ф.В. Дьяконов. Нач. штаба — войск. старш. П.Л. Фролов
На 5 октября 1919 насчитывала всего 1516 саб., 28 пул., 3 ор.
Включала 13-й (369 саб., 10 пул.), 14-й (559 саб., 8 пул.) и 15-й (588 саб., 10 пул.) Донские конные полки
- - 13-я Донская конная бригада

Начальники: ген.-майор А.П. Попов, полк. С.В. Захаревский. Нач. штаба — ес. С.Н. Флерин. 
На 5 октября 1919 насчитывала всего 860 саб., 24 пул., 4 ор.
Включала 45-й (247 саб., 8 пул.), 46-й (253 саб., 6 пул.) и 48-й (360 саб., 10 пул.) конные полки